# 1 Dywizja Kawalerii (austro-węgierska)
1 Dywizja Kawalerii (1. KD., 1. KTD., KTDiv. Temesvár) – wielka jednostka kawalerii cesarskiej i królewskiej Armii.

## Historia dywizji
W 1909 roku została utworzona Dywizja Kawalerii Temeszwar. Komenda dywizji stacjonowała w Timișoarze (daw. pol. Temeszwar, węg. Temesvár) na terytorium 7 Korpusu.
W latach 1909–1911 w skład dywizji wchodziła:
- 4 Brygada Kawalerii w Budapeszcie (eksterytorialnie, stacjonowała na terytorium 4 Korpusu),
- 7 Brygada Kawalerii w Timișoarze,
- Dywizjon Artylerii Konnej Nr 4 w Budapeszcie,
- Dywizjon Artylerii Konnej Nr 7 w Kisszentmiklós[1][2][3].

W 1912 roku dywizja została przemianowana na 1 Dywizję Kawalerii. W skład dywizji włączono eksterytorialnie 6 Brygadę Kawalerii w Miszkolcu, która stacjonowała na terytorium 6 Korpusu oraz 12 Brygadę Kawalerii w Timișoarze, która stacjonowała na terytorium 12 Korpusu, natomiast 4 Brygada Kawalerii została włączona w skład 10 Dywizji Kawalerii w Budapeszcie.
W latach 1912–1914 w skład dywizji wchodziła:
- 6 Brygada Kawalerii w Miszkolcu,
- 7 Brygada Kawalerii w Timișoarze,
- 12 Brygada Kawalerii w Sybinie,
- Dywizjon Artylerii Konnej Nr 7 w Kisszentmiklós[5][6].

W sierpniu 1914 roku, po przeprowadzonej mobilizacji, w skład dywizji wchodziła:
- 6 Brygada Kawalerii
- 7 Brygada Kawalerii
- Dywizjon Artylerii Konnej Nr 7
- Oddział Karabinów Maszynowych Kawalerii[7].

Dywizja podlegała bezpośrednio Naczelnej Komendzie Armii (niem. Armeeoberkommando - AOK).

## Komendanci dywizji
- GM / FML Karl von Kirchbach auf Lauterbach(inne języki) (1909[8] – 1911 → inspektor kawalerii c. k. Obrony Krajowej)
- FML Adolf Gayer von Ehrenberg (1911 – 1 X 1913 → urlopowany[9])
- GM Artur Peteani von Steinberg (1913 – II 1915[10] )
- GM Theodor von Leonhardi (II – IX 1915[10] )
- GM / FML Eugen Ruiz de Roxas(inne języki) (X 1915 – VII 1917[10] )
- GM Johann Pollet von Polltheim (VII – X 1917[10] )
- GM Ferdinand von Habermann (X 1917 – XI 1918[10] )